# Take it Easy

Deska

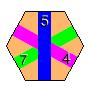
Płytka

Take it Easy – gra planszowa zaprojektowana przez Petera Burleya i wydana po raz pierwszy w 1994 roku przez firmę F.X. Schmid.
Gra przeznaczona jest dla jednego do czterech graczy w wieku od 10 do 99 lat. W skład gry wchodzą cztery plansze (po jednej dla każdego gracza) z 19 heksagonalnymi miejscami do układania żetonów. Oprócz planszy każdy gracz dysponuje 27 heksagonalnymi żetonami w takim samym kolorze jak plansza. Na żetonach znajdują się kolorowe linie w różnych kolorach, które są ponumerowane od 1 do 9, krzyżujące się w trzech kierunkach. Jeden z graczy odwraca swoje żetony i po wymieszaniu losuje w każdej kolejce jeden żeton mówiąc pozostałym graczom co wylosował. Następnie pozostali gracze wybierają taki żeton ze swojego zestawu i wszyscy układają go na swojej planszy w dowolnym wolnym miejscu. Zadaniem graczy jest ułożenie jak najwięcej pełnych linii we wszystkich trzech kierunkach. Gra kończy się po zapełnieniu wszystkich pól na planszy. Następnie każdy gracz podlicza punkty za ułożone pełne linie. Zwycięzcą zostaje gracz, który uzyskał najwięcej punktów. Maksymalnie można uzyskać 307 punktów.
Gra była nominowana do nagrody Spiel des Jahres w 1994 roku.